# Meursanges
Meursanges és un municipi francès, situat al departament de la Costa d'Or i a la regió de Borgonya - Franc Comtat. L'any 2007 tenia 456 habitants.

## Demografia

### Població
El 2007 la població de fet de Meursanges era de 456 persones. Hi havia 162 famílies, de les quals 30 eren unipersonals (15 homes vivint sols i 15 dones vivint soles), 53 parelles sense fills, 64 parelles amb fills i 15 famílies monoparentals amb fills.
La població ha evolucionat segons el següent gràfic:
Habitants censats

### Habitatges
El 2007 hi havia 192 habitatges, 170 eren l'habitatge principal de la família, 14 eren segones residències i 7 estaven desocupats. 186 eren cases i 6 eren apartaments. Dels 170 habitatges principals, 148 estaven ocupats pels seus propietaris, 17 estaven llogats i ocupats pels llogaters i 6 estaven cedits a títol gratuït; 8 tenien dues cambres, 18 en tenien tres, 44 en tenien quatre i 100 en tenien cinc o més. 136 habitatges disposaven pel capbaix d'una plaça de pàrquing. A 49 habitatges hi havia un automòbil i a 115 n'hi havia dos o més.

### Piràmide de població
La piràmide de població per edats i sexe el 2009 era:
| Homes | Edats   | Dones |
| ----- | ------- | ----- |
| 0     | 95 o +  | 0     |
| 0     | 90 a 94 | 0     |
| 0     | 85 a 89 | 0     |
| 0     | 80 a 84 | 4     |
| 8     | 75 a 79 | 8     |
| 8     | 70 a 74 | 8     |
| 12    | 65 a 69 | 0     |
| 8     | 60 a 64 | 8     |
| 4     | 55 a 59 | 12    |
| 0     | 50 a 54 | 8     |
| 28    | 45 a 49 | 8     |
| 12    | 40 a 44 | 16    |
| 36    | 35 a 39 | 16    |
| 8     | 30 a 34 | 28    |
| 4     | 25 a 29 | 12    |
| 8     | 20 a 24 | 4     |
| 8     | 15 a 19 | 16    |
| 32    | 10 a 14 | 16    |
| 12    | 5 a 9   | 24    |
| 4     | 0 a 4   | 24    |

## Economia
El 2007 la població en edat de treballar era de 310 persones, 250 eren actives i 60 eren inactives. De les 250 persones actives 234 estaven ocupades (126 homes i 108 dones) i 17 estaven aturades (9 homes i 8 dones). De les 60 persones inactives 20 estaven jubilades, 26 estaven estudiant i 14 estaven classificades com a «altres inactius».

### Ingressos
El 2009 a Meursanges hi havia 175 unitats fiscals que integraven 490 persones, la mediana anual d'ingressos fiscals per persona era de 20.435 €.

### Activitats econòmiques
Dels 19 establiments que hi havia el 2007, 1 era d'una empresa alimentària, 1 d'una empresa de fabricació d'altres productes industrials, 3 d'empreses de construcció, 3 d'empreses de comerç i reparació d'automòbils, 1 d'una empresa d'hostatgeria i restauració, 1 d'una empresa d'informació i comunicació, 1 d'una empresa financera, 3 d'empreses immobiliàries, 3 d'empreses de serveis, 1 d'una entitat de l'administració pública i 1 d'una empresa classificada com a «altres activitats de serveis».
Els 2 serveis als particulars que hi havia el 2009 eren fusteries.
L'any 2000 a Meursanges hi havia 22 explotacions agrícoles que ocupaven un total de 1.008 hectàrees.

## Equipaments sanitaris i escolars
El 2009 hi havia una escola elemental integrada dins d'un grup escolar amb les comunes properes formant una escola dispersa.

## Poblacions més properes
El següent diagrama mostra les poblacions més properes.